# Atlantic Petroleum
P/F Atlantic Petroleum er et færøsk olie- og gasfirma. Firmaet blev etableret i Færøerne af 18 private investorer i 1998. Det driver eftersøgning af olie- og gasforekomster på færøsk, irsk og britisk sokkel, men siden 2012 også norsk sokkel, i havet ved Færøerne men også udenfor Færøerne og Irland, og deltager i udviklingen af den britiske søgningsvirksomhed i Nordsøen. Atlantic Petroleum var først noteret som et færøsk selskab, men fra juni 2005 og oktober 2006 er selskabet blevet noteret på børserne i henholdsvis København og Island. Administrerende direktør er Ben Arabo.
I 2010 havde virksomheden otte ansatte, en omsætning på 422,5 millioner danske kroner og et driftsresultat på 147,3 millioner.
I november 2012 blev det annonceret at selskabet overtog den norske oliesøgningsvirksomhed Emergy Exploration for 12,7 millioner USD.